# Federico Ezquerra Alonso
Federico Ezquerra Alonso (Gordexola, 10 de gener de 1909 - Güeñes, 30 de gener de 1986) va ser un ciclista basc, professional de 1928 a 1944. Va ser el segon ciclista espanyol en guanyar una etapa al Tour de França.

## Biografia

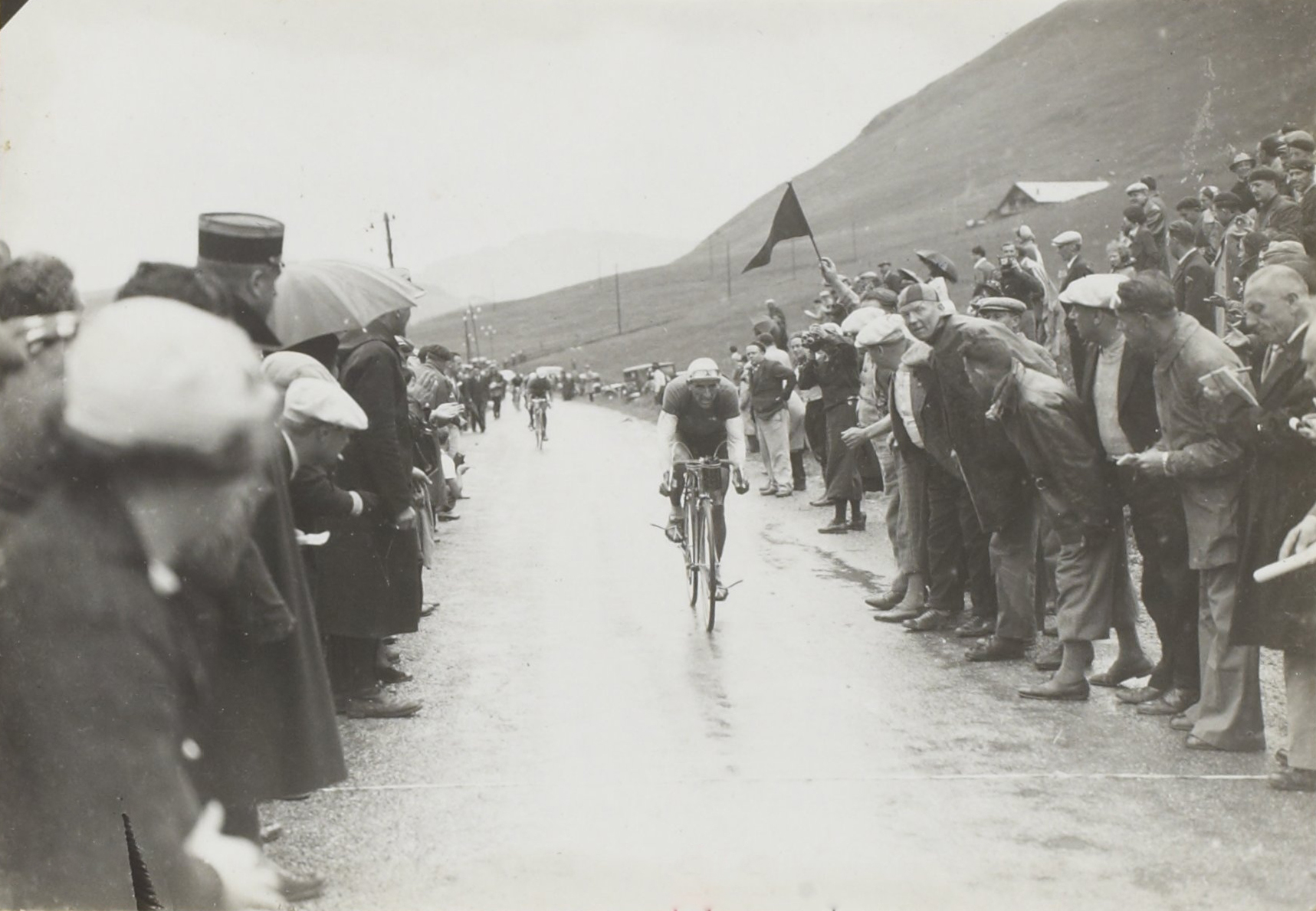
Federico Ezquerra al cim del coll d'Aravis, al Tour de França de 1936.

Tot i que va néixer a Gordexola, Biscaia, era considerat natural de Sodupe, on viuria fins a la seva mort el 1986. És considerat el primer gran ciclista basc de la història, ja que va obtenir 87 victòries al llarg de les 19 temporades de carrera com a ciclista. Va ser un bon escalador que va obtenir nombrosos triomfs en proves petites, però també en algunes proves de gran prestigi.
Després de guanyar les seves primeres proves locals va començar a destacar el 1930 quan es va proclamar Campió de Guipúscoa. Al llarg de la seva carrera van destacar les seves actuacions a la Volta a Llevant, que va guanyar 2 vegades, i a la Volta a Catalunya, que va guanyar el 1942. En ambdues proves va aconseguir diversos triomfs d'etapa. El 1940 també va aconseguir el Campionat d'Espanya de ciclisme en ruta.
A la Volta Ciclista a Espanya el seu palmarès es limita a una victòria d'etapa en l'edició de 1941.
Al Tour de França va participar-hi quatre vegades. El 1934 va tenir una excel·lent actuació, en protagonitzar una memorable etapa de muntanya que el portà a coronar en solitari el Galibier. Després d'abandonar en l'edició de 1935, la seva millor actuació va arribar en l'edició de 1936, en la qual va guanyar l'etapa Niça-Canes etapa que casualment es va disputar el 19 de juliol de 1936, en els mateixos dies que esclatava la Guerra Civil espanyola. En aquella edició tornaria a ser el primer a coronar el Galibier i obtindria el tercer lloc de la Classificació de la Muntanya. El seu darrer Tour de França va ser el de 1937, en el qual va abandonar.
Al llarg de la seva carrera com a ciclista va defensar els colors de diversos clubs ciclistes Athletic Club de Bilbao, GAC, Sorià, Societat Ciclista Bilbaïna, Orbea, RCD Espanyol, FC Barcelona i UE Sants.

## Palmarès
- 1930
  - Campionat de Guipúscoa
  - 1r a la Volta a la Rioja Alta
  - 1r a la Volta a Piqueras
- 1931
  - Campió de Biscaia
  - 1r a la Volta a Llevant i vencedor de 3 etapes
  - 1r a la Prova de Legazpi
  - 1r al Gran Premi de Valladolid
- 1932
  - Campió de Biscaia
  - Campió de la Basconavarra
  - 1r a la Volta a Àlava
  - 1r al Gran Premi de Biscaia
- 1933
  -  Campió d'Espanya de migfons
  - Campió de la Basconavarra
  - 1r de la Volta a Pontevedra i vencedor d'una etapa
  - 1r a la Pujada de Santo Domingo
  - 1r al Gran Premi d'Eibar
  - 1r al Gran Premi de Mondragón
  - 1r al Gran Premi de Biscaia
  - Vencedor d'una etapa de la Volta a Llevant
  - Vencedor de 2 etapes de la Volta a Galícia
- 1934
  - 1r al Gran Premi de Bilbao
  - 1r de la Volta de la Vall de Léniz
  - 1r al Gran Premi de Torrelavega
  - Vencedor d'una etapa de la Volta a Castella
- 1935
  - 1r al Trofeu Falles a València
  - 1r al Circuit de Getxo
  - 1r al Gran Premi de Biscaia
  - 1r al Gran Premi de Bilbao
  - Vencedor d'una etapa de la Volta a Catalunya
  - Vencedor de 2 etapes del Gran Premi de la República
- 1936
  - Vencedor d'una etapa de la Volta a Madrid
  - Vencedor de 2 etapes de la Volta a Catalunya
  - Vencedor d'una etapa al Tour de França
- 1938
  - 1r al Gran Premi de Sant Joan a Eibar
  - 1r a la Clàssica d'Ordizia
  - Vencedor d'una etapa de la Donòstia-Eibar-Donòstia
- 1939
  - 1r a la Volta a Àlava
  - Vencedor d'una etapa de la Volta a Aragó
  - Vencedor d'una etapa del Circuit del Nord
- 1940
  -  Campíó d'Espanya en ruta
  - 1r de la Volta a Llevant i vencedor de 3 etapes
  - 1r al Circuit de Getxo
  - 1r de la Volta a Estella
  - 1r a la Clàssica d'Ordizia
  - 1r del Circuit del Nord i vencedor d'una etapa
  - 1r al Gran Premi Pascuas
- 1941
  - Vencedor d'una etapa a la Volta a Espanya
- 1942
  -  1r de la Volta a Catalunya
  - 1r al Circuit de Getxo
  - 1r del Circuit del Nord i vencedor de 2 etapes

### Resultats al Tour de França
- 1934. 19è de la classificació general
- 1935. Abandona (5a etapa)
- 1936. 17è de la classificació general. Vencedor d'una etapa. 3r del Gran Premi de la Muntanya
- 1937. Abandona (14a etapa)

### Resultats a la Volta a Espanya
- 1941. Abandona. Vencedor d'una etapa